# Alekszandr Fjodorovics Trepov
Alekszandr Fjodorovics Trepov (oroszul: Александр Фёдорович Трепов) (Pétervár, 1862. szeptember 18. – Nizza, 1928) – orosz államférfi és nagybirtokos (1917 októberéig a Poltavai kormányzóságban 3 000 gyeszjatyina földje volt). Az első világháború során, 1916 és 1917 között, ő volt az Orosz Birodalom miniszterelnöke.

## Élete
1862. szeptember 18-án született Pétervárott, egy nemesi család negyedik, egyben legfiatalabb fiúgyermekeként. Édesapját, aki Pétervár polgármestere volt, az 1870-es években narodnyik terroristák halálra ítélték. A merénylő, Vera Zaszulics esküdtek általi felmentése a Trepov fivérek terroristák elleni gyűlöletét és határozott monarchista meggyőződését eredményezte. Trepov legidősebb fivére szenátor volt és részt vett az orosz–japán háborúban. Az első világháború alatt az oroszok által elfoglalt osztrák-magyar területek tábornok-kormányzója volt. Másik bátyja a csendőrség különleges egységének vezetőjeként az 1905. októberi sztrájk idején kiadott parancsáról lett híres („Üres sortüzet nem leadni! Töltényt nem sajnálni!”). Harmadik testvére szintén a belügyi erőknél szolgált és ugyancsak szenátor volt. Ő szélsőségesen jobboldali meggyőződéséről volt ismert. Az Államtanácsot el kellett hagynia, mert 1911 áprilisában Sztolipinnek a nyugati kormányzóságokban az önkormányzatok (zemsztvók) létesítésére irányuló tervét akadályozta.
Alekszandr Trepov a pétervári katonatiszti iskola elvégzése után a gárdánál (1880–1883) és gyalogsági ezredeknél (1883–1889) szolgált. 1889 és 1898 között a Poltavai kormányzóság perejaszlavli járásában a nemesség vezetője volt. 1889-ben az Államtanács államtitkárának segítője volt, majd 1899-től ugyancsak betöltötte ezt a szerepet. 1896-ban a Kancellária szolgálatába lépett. 1889 és 1892 között a belügy különleges megbízatású hivatalnoka lett és egyre magasabb pozíciókat töltött be. 1905 februárjában bekerült a Buligin-féle belügyi bizottságba, amelynek feladata a képviseleti intézmények létesítési tervének kidolgozása volt. 1914 januárjában az Államtanács tagjává nevezték ki.
Az első világháború során, 1915 augusztusában a különleges védelmi tanácskozó testület tagja lett, amely az ország gazdasági életének irányítását és kb. 5000, védelmi célokra dolgozó vállalat finanszírozását végezte. 1915 októberében közlekedési és hírközlési miniszterré nevezték ki és ő lett a kormányfői poszt egyik várományosa. Részt vett az összes kormányülésen. 1915 decembere és 1916 májusa között ő töltötte be az úgynevezett „öt minisztérium tanácsának” elnöki tisztségét, amelyet a kiéleződött szociális (főként az élelmezést érintő) problémák megoldására hoztak létre. Trepov igyekezett megoldani a lakosság főbb fogyasztási cikkekkel való ellátását, erőfeszítései azonban sikertelenek voltak. A testületet kevesebb mint egy év múlva feloszlatták. 1916 novemberében Borisz Vlagyimirovics Stürmer helyére Trepovot nevezték ki miniszterelnöknek. A cár őt választotta a liberális beállítottságú és ezért népszerű I. G. Grigorovics helyett. Kinevezése után felkereste a Duma (parlament) elnökét és közölte vele, hogy együtt kíván működni a Dumával.
1916. november 19-én a Dumában felszólalva elvetette a Német Birodalommal kötendő különbéke lehetőségét, és a háborús sikerek esetére pozitív perspektívaként említette a szövetségesek hajlandóságát a Boszporusz és a Dardanellák átadására az Orosz Birodalom részére. Megígérte, hogy elősegíti a mindenkire kiterjedő általános iskolai oktatás bevezetését és a kisebb önkormányzatok (zemsztvók), valamint a városok jogállásáról szóló törvénytervezetek elfogadását. A baloldal (a trudovikok, a mensevikek) kinevezését csak személycserének tartották az általuk szükségesnek vélt szerkezeti (rendszer-) változtatások helyett és obstrukciót (ellenállást) helyeztek kilátásba. Trepov tapasztalt politikusként – az oktobristák és a nacionalisták támogatásával – az ellenzék megosztására semlegesítésére törekedett. A kabinetet jobboldali személyekből akarta összeállítani, kihagyva azonban néhány olyan népszerűtlen személyt, mint a Raszputyin által favorizált Protopopovot.
II. Miklós orosz cár tervei azonban mások voltak. Trepovot csak arra akarta felhasználni, hogy a Dumát bezárassa az úgynevezett „újévi ülésszakra”, utána pedig el akarta távolítani őt a kormányból. Raszputyin meggyilkolása után a cár megerősítette a Raszputyin-tábor pozícióit és Raszputyin hívét, Alekszandr Protopopovot nevezte ki belügyminiszternek, Trepov híveit pedig kiszorította a kormányból. Trepov és maradék hívei a december 27-ei minisztertanácsi ülésen bejelentették lemondásukat. 1917. január 9. után a fővárosban azt híresztelték, hogy Golicin helyére ismét Trepov kerül vissza a kormányfői székbe, de erre a forradalom kitörése miatt nem kerülhetett sor. 1917 után Trepov a fehérek mozgalmának egyik vezetője lett. 1918-ban Finnországba távozott és 1920-tól az emigráció monarchista táborának egyik vezetője lett. 1928-ban hunyt el Nizzában.